# Большечапурниковское сельское поселение
Большечапурниковское сельское поселение — сельское поселение в Светлоярском районе Волгоградской области, примыкает к южной окраине Волгограда.
Административный центр — село Большие Чапурники. Образовано из Большечапурниковского сельсовета с тем же составом населенных пунктов.

## Население
| 2010  | 2012  | 2013  | 2014  | 2015  | 2016  | 2017  |
| ----- | ----- | ----- | ----- | ----- | ----- | ----- |
| 4033  | ↘3979 | ↘3936 | ↘3869 | ↘3861 | ↘3833 | ↘3813 |
| 2018  | 2019  | 2020  | 2021  |       |       |       |
| ↗3817 | ↗3829 | ↗3838 | ↗3841 |       |       |       |

Жители преимущественно русские и татары.

## Состав сельского поселения
| № | Населённый пункт  | Тип населённого пункта | Население | Примечание |
| - | ----------------- | ---------------------- | --------- | ---------- |
| 1 | Большие Чапурники | село                   | ↗3228     | русские    |
| 2 | Малые Чапурники   | село                   | 805       | татары     |

## Экономика
Территорию поселения пересекает федеральная автодорога Волгоград-Элиста. Общая протяженность автомобильных дорог составляет 112 км, из них с твёрдым покрытием — 93 км (около 83 %).

### Сельское хозяйство
В структуре сельского хозяйства более 20 % приходится на продукцию растениеводства, 59 % — на животноводство, 21 % — на рыборазведение.
Площадь сельскохозяйственных угодий составляет 6374 гектаров (что составляет 40 % от общей площади территории поселения). Из них 3790 гектаров занимает пашня.
Большечапурниковское сельское поселение из-за своего близкого к Волгограду положения является крупным производителем овощей, яиц мяса, птицы, рыбы и другой сельскохозяйственной продукции; тем самым поселение имеет экономически выгодное расположение, что способствует эффективному и стабильному росту уровня благосостояния населения двух сёл.
Отрасли животноводства:
- скотоводство
- свиноводство
- птицеводство

### Промышленность
На территории Большечапурниковского сельского поселения действуют следующие предприятия:
- хлебопекарное (печенье, сухари)
- мукомольное

## Интересные факты
Большечапурниковское сельское поселение в 2008 году являлось самым богатым среди сельских поселений России: его годовой бюджет составил за этот период около 140 млн рублей. Это связано с тем, что на территории поселения находятся отстойники крупного химического завода, который за это выплачивает большие налоги.